# Mistrzostwa Azji we Wspinaczce Sportowej 2013
Mistrzostwa Azji we Wspinaczce Sportowej 2017 – 21. edycja Mistrzostw Azji we wspinaczce sportowej, która odbyła się w dniach 22–24 maja 2013 w irańskim Teheranie.

## Konkurencje
Mężczyźni
- bouldering, prowadzenie oraz wspinaczka na czas,

Kobiety
- bouldering, prowadzenie oraz wspinaczka na czas.

## Medaliści
| Konkurencja   | Złoto                        | Srebro                          | Brąz                            |
| ------------- | ---------------------------- | ------------------------------- | ------------------------------- |
| Mężczyźni     |                              |                                 |                                 |
| bouldering.   | Iran · Gholam Ali Baratzadeh | Korea Południowa · Kim Ja-bee   | Korea Południowa · Min Hyun-bin |
| prowadzenie.  | Iran · Gholam Ali Baratzadeh | Iran · Reza Kolasangian         | Korea Południowa · Kim Ja-bee   |
| wsp. na czas. | Chiny · Zhong Qixin          | Iran · Reza Alipour             | Indonezja · Aspar Jaelolo       |
| Kobiety       |                              |                                 |                                 |
| bouldering.   | Chiny · Renqing Lamu         | Iran · Elnaz Rekabi             | Kazachstan · Tamara Ułżabajewa  |
| prowadzenie.  | Chiny · Renqing Lamu         | Kazachstan · Jelena Gruniaszina | Kazachstan · Tamara Ułżabajewa  |
| wsp. na czas. | Iran · Farnaz Esmaeilzadeh   | Indonezja · Tita Supita         | Kazachstan · Tamara Ułżabajewa  |

## Klasyfikacja medalowa
* Gospodarz zawodów został zaznaczony tym kolorem.
|                   |                   |   |   |   |    |  |  |  |  |
| 1                 | Iran              | 3 | 3 | 0 | 6  |  |  |  |  |
| 2                 | Chiny             | 3 | 0 | 0 | 3  |  |  |  |  |
| 3                 | Kazachstan        | 0 | 1 | 3 | 4  |  |  |  |  |
| 4                 | Korea Południowa  | 0 | 1 | 2 | 3  |  |  |  |  |
| 5                 | Indonezja         | 0 | 1 | 1 | 2  |  |  |  |  |
| Ogółem (5 państw) | Ogółem (5 państw) | 6 | 6 | 6 | 18 |  |  |  |  |